# Frederick John Robinson
Frederick Robinson, 1.er conde de Ripon, PC (Londres, 1 de noviembre de 1782-Putney Heath, Londres, 28 de enero de 1859), más conocido como 1.er vizconde de Goderich, fue un político y estadista británico que ocupó el cargo de primer ministro del Reino Unido.

## Biografía
Frederick Robinson nació con el título nobiliario de 2.º Barón Grantham. Estudió en la escuela Harrow y en el St. John’s College, en Cambridge y en 1814 se casó con Lady Sarah Albinia Louisa Hobart (1793-1867), hija del conde de Buckinghamshire y pariente de Robert Stewart, vizconde de Castlereagh.
Robinson entró en el Parlamento británico en 1806. En 1812 se convirtió en miembro del Consejo Privado de Su Majestad (Privy Council) y hasta 1818 sirvió en diferentes puestos del gobierno de Robert Jenkinson, 2.º conde de Liverpool. 
Como responsable de la financiación de las fuerzas armadas británicas (joint-Paymaster of the Forces) entre 1813 y 1817, patrocinó las leyes del maíz de 1815 (Corn Laws). La Ley de Importación de Maíz (Importation Act) de Robinson, presentada con éxito ante el Parlamento británico en febrero de 1815, fue una medida proteccionista que impuso precios mínimos para el trigo importado y otros granos.
En 1818 entró en el gabinete como Presidente de la Junta de Comercio y Tesorero de la Armada, bajo el liderazgo de Lord Liverpool. En 1823 sucedió a Nicholas Vansittart como Canciller de Hacienda. Mientas ocupaba este cargo, fue apodado «Próspero Robinson» por el sarcástico periodista, y también político, William Cobbett.